# Santa Catalina (Urugwaj)
Santa Catalina – miasto w Urugwaju, w departamencie Soriano.